# 2010-es parlamenti választások az Egyesült Királyságban
2010. május 6-án parlamenti választást tartottak az Egyesült Királyságban, 45 597 461 regisztrált választópolgár volt jogosult a szavazásra, mind a 650 választókerületből, relatív többségi szavazással választották meg a képviselőket.
A választások a Konzervatív Pártot olyan mértékben lendítették előre, amit utoljára csak 1979-ben történt meg, Margaret Thatcher vezetése alatt. Bár a Munkáspárt elvesztette a korábban megszerzett 66 mandátumos többségét,  egyetlen párt sem érte el az ahhoz szükséges 326 mandátumot. A legtöbb szavazatot és mandátumot a David Cameron vezette konzervatívok szerezték meg, akiknek még húsz mandátumra volt szükségük a többség eléréséhez. 
Mindhárom fő brit párt vezetőjének ez volt az első általános választási megmérettetése pártvezetőként. Gordon Brown miniszterelnök 2007 júniusában lépett hivatalba, miután Tony Blair tízéves miniszterelnöki és 13 éves munkáspárti vezetői ciklusa véget ért. David Cameron Michael Howardot követte 2005 decemberében, Nick Clegg liberális demokrata vezető pedig 2007 decemberében Menzies Campbellt (aki soha nem indult általános választásokon) váltotta a párt élén.
A választások előtti közvélemény-kutatások nagyrészt előrevetítették azt a parlamentet, ahol egy pártnak sem lesz többsége, így a politikusok és a választók jobban felkészülhettek az ilyen eredményt követő alkotmányos folyamatra.  
A koalíciós tárgyalások azonnal megkezdődtek a Konzervatív Párt és a Liberális Demokraták között, összesen öt napig tartottak. Volt egy meghiúsult kísérlet egy Munkáspárt–Liberális Demokraták-koalíció létrehozására (bár más kisebb pártok 11 képviselői helyére lett volna szükség). Ennek elősegítésére Gordon Brown május 10-én, hétfőn este bejelentette, hogy lemond a Munkáspárt vezetői posztjáról. Brown felismerve, hogy a Konzervatív Párt és a Liberális Demokraták között küszöbön áll a megállapodás, másnap, május 11-én, kedden lemondott miniszterelnöki posztjáról, amivel véget ért a 13 éves, leghosszabb kormányzási időszaka. Ezt II. Erzsébet királynő elfogadta, majd felkérte David Cameront, hogy alakítson kormányt. Május 12-én éjfél után a Liberális Demokraták "elsöprő többséggel" jóváhagyták a megállapodást, így a koalíciós kormány megkezdhette munkáját.

## A pártok támogatása újságok szerint

### Napilapok
| Napilapok           | Napilapok       | Napilapok            |
| Újság               | Támogatott párt | Támogatott párt      |
| ------------------- | --------------- | -------------------- |
| The Times           |                 | Konzervatívok        |
| The Guardian        |                 | Liberális Demokraták |
| The Daily Telegraph |                 | Konzervatívok        |
| Financial Times     |                 | Konzervatívok        |
| The Independent     | -               | -                    |
| Evening Standard    |                 | Konzervatívok        |
| Daily Mail          |                 | Konzervatívok        |
| Daily Express       |                 | Konzervatívok        |
| Daily Mirror        |                 | Munkáspárt           |
| The People          | -               | -                    |
| The Sun             |                 | Konzervatívok        |
| The Daily Star      | -               | -                    |

### Vasárnapi lapok
| Vasárnapi lapok           | Vasárnapi lapok | Vasárnapi lapok      |
| Újság                     | Támogatott párt | Támogatott párt      |
| ------------------------- | --------------- | -------------------- |
| Sunday Times              |                 | Konzervatívok        |
| The Observer              |                 | Liberális Demokraták |
| The Sunday Telegraph      |                 | Konzervatívok        |
| The Independent on Sunday | -               | -                    |
| The Mail on Sunday        |                 | Konzervatívok        |
| Sunday Express            |                 | Konzervatívok        |
| Sunday Mirror             |                 | Munkáspártok         |
| News of the World         |                 | Konzervatívok        |
| Daily Star Sunday         | -               | -                    |

### Hetilapok
| Hetilapok     | Hetilapok       | Hetilapok       |
| Újság         | Támogatott párt | Támogatott párt |
| ------------- | --------------- | --------------- |
| The Economist |                 | Konzervatívok   |

## Eredmények
| 306           | 57                   | 258        | 29    |
| Konzervatívok | Liberális Demokraták | Munkáspárt | Egyéb |

A táblázatban a 20 000 szavazatnál többet szerzett pártok lettek megjelenítve
| Pártok   | Pártok                         | Mandátumok | Mandátumok | Mandátumok | Szavazatok | Szavazatok | Szavazatok |
| Pártok   | Pártok                         | száma      | aránya (%) | Változás   | száma      | aránya (%) | Változás   |
| -------- | ------------------------------ | ---------- | ---------- | ---------- | ---------- | ---------- | ---------- |
|          | Konzervatív Párt               | 306        | 47,1       | 97         | 10 703 754 | 36,1       | 3,7        |
|          | Munkáspárt                     | 258        | 39,7       | 91         | 8 609 527  | 29,0       | 6,2        |
|          | Liberális Demokraták           | 57         | 8,8        | 5          | 6 836 824  | 23,0       | 1,0        |
|          | UKIP                           | 0          | 0          | Állandó    | 919 546    | 3,1        | 0,9        |
|          | BNP                            | 0          | 0          | Állandó    | 564 331    | 1,9        | 1,2        |
|          | Skót Nemzeti Párt              | 6          | 0,9        | Állandó    | 491 386    | 1,7        | 0,1        |
|          | Anglia és Wales Zöld Pártja    | 1          | 0,2        | 1          | 265 247    | 0,9        | 0,2        |
|          | Sinn Féin                      | 5          | 0,6        | Állandó    | 171 942    | 0,6        | 0,1        |
|          | Demokratikus Unionista Párt    | 8          | 1,2        | 1          | 168 216    | 0,6        | 0,3        |
|          | Plaid Cymru                    | 3          | 0,5        | Állandó    | 165 394    | 0,6        | 0,1        |
|          | Szociáldemokrata és Munkáspárt | 3          | 0,5        | Állandó    | 110 970    | 0,4        | 0,1        |
|          | UCU - Új Erő                   | 0          | 0          | 1          | 102 361    | 0,3        | 0,1        |
|          | Angol Demokraták               | 0          | 0          | Állandó    | 64 826     | 0,2        | 0,2        |
|          | Szövetség                      | 1          | 0,2        | 1          | 42 762     | 0,1        | Állandó    |
|          | Respect                        | 0          | 0          | 1          | 33 251     | 0,1        | 0,1        |
|          | TUV                            | 0          | 0          | Állandó    | 26 300     | 0,1        | Állandó    |
|          | Független                      | 1          | 0,2        | Állandó    | 21 181     | 0,1        | 0,3        |
|          | Egyéb                          | 0          | 0          | –          |            |            |            |
|          | Házelnök (Speaker)             | 1          | 0,2        | –          |            |            | –          |
| Összesen | Összesen                       | 650        | 100        | –          | 29 687 604 | 100        | –          |

## Fordítás
Ez a szócikk részben vagy egészben  a(z)   2010_United_Kingdom_general_election című angol Wikipédia-szócikk ezen változatának fordításán alapul.  Az eredeti cikk szerkesztőit annak laptörténete sorolja fel. Ez a jelzés csupán a megfogalmazás eredetét és a szerzői jogokat jelzi, nem szolgál a cikkben szereplő információk forrásmegjelöléseként.